# On the Road to Nashville
Albums de Erasure
Acoustic Live
(2006) Light at the End of the World
(2007)
On The Road To Nashville est un coffret DVD du groupe britannique Erasure paru le 29 janvier 2007. Il s'agit d'un concert enregistré le 6 mai 2006 à Nashville au Ryman Auditorium, une salle circulaire d'une capacité de 2 362 places assises, qui est un haut lieu de la culture country dans l'état du Tennessee. Le DVD est accompagné d'un CD audio du même concert.
Ce coffret est d'abord paru en version PAL en zone 2 le 29 janvier 2007, puis en version NTSC en zone 1, en février 2007. L'image est au ratio 16/9. Le menu du DVD propose de choisir la piste son du DVD entre trois versions : en Dolby Digital 5.1, en PCM Stéréo ou bien en DTS. Pour l'interview ainsi que pour le démarrage du concert, le menu de l'édition européenne propose les sous-titrages en anglais, français, allemand, espagnol et en italien ; tandis que l'édition américaine propose les sous-titrages en anglais, en espagnol, en portugais ainsi qu'en japonais.
Le DVD comporte l'intégralité du concert ainsi qu'un documentaire de 15 minutes. Outre Andy Bell et Vince Clarke, Steve Walsh ainsi que le guide de l'auditorium sont interviewés.
Contrairement à l'album acoustique Union Street, On the Road to Nashville connut un réel succès commercial en se classant n°14 des ventes de DVD musicaux au Royaume-Uni. Ce succès supérieur d'un enregistrement en public par rapport à l'album studio correspondant s'explique tant par un contenu plus abondant que par la diversité des titres proposés. En effet, le choix des titres n'est plus exclusivement basé sur des ballades peu connues mais intègre aussi quelques tubes plus connus et dynamiques du groupe.
Ce DVD refermait une parenthèse acoustique dans la carrière du groupe Erasure qui est depuis revenu à l'électronique.

## Classement parmi les ventes de DVD musicaux
| Pays        | Meilleure position |
| ----------- | ------------------ |
| Royaume-Uni | 14                 |

## Ventes
aucun chiffre connu

## Programme du coffret DVD

### le DVD: The Road To Nashville
| No  | Titre                     | Durée |
| --- | ------------------------- | ----- |
| 1.  | Sans titre (Intro)        |       |
| 2.  | Boy                       |       |
| 3.  | Blue Savannah             |       |
| 4.  | Oh L'Amour                |       |
| 5.  | Alien                     |       |
| 6.  | Breathe                   |       |
| 7.  | Victim Of Love            |       |
| 8.  | How Many Times?           |       |
| 9.  | Spiralling                |       |
| 10. | Sometimes                 |       |
| 11. | Tenderest Moments         |       |
| 12. | Ship Of Fools             |       |
| 13. | Love To Hate You          |       |
| 14. | Against My View           |       |
| 15. | Piano Song                |       |
| 16. | Rock Me Gently            |       |
| 17. | Stop!                     |       |
| 18. | Chains Of Love            |       |
| 19. | A Little Respect (Encore) |       |

### Suppléments du DVD
- Bonus Songs

Il s'agit de deux chansons proposées en bonus, enregistrées lors du même concert.
1. Stay With Me
2. Love Affair

- Fancam Songs

Il s'agit de deux chansons filmées par des fans depuis le public durant le concert.
1. Blue Savannah
2. Sometimes

- The Road To Union Street

Il s'agit d'un documentaire sur l'enregistrement de l'album Union Street ainsi que l'organisation de la tournée "The Acoustic Tour" sur le printemps 2006. Interviews avec Andy Bell, Vince Clarke et Steve Walsh (guitariste et coproducteur de Union Street).

## Commentaires
Durée : environ 2 h 06 min
Enregistré en public au Ryman Auditorium le 6 mai 2006, à Nashville.
Tous les titres sont des compositions originales d'Erasure, sauf : 
- Against My View dont la version originale est d'Elizabeth Stratton.